# Enderleina preclara
Enderleina preclara är en bäcksländeart som beskrevs av Jewett 1960. Enderleina preclara ingår i släktet Enderleina och familjen jättebäcksländor. Inga underarter finns listade i Catalogue of Life.